# SubHuman
subHuman es el cuarto álbum de estudio del proyecto musical Recoil, a cargo de Alan Wilder. Fue publicado el 9 de julio de 2007 a través del sello discográfico Mute Records. El álbum marca el regreso de Wilder luego de seis años sin producir música, luego de dedicar más tiempo a su familia y a otras actividades cotidianas.
Contiene la participación vocal en su mayoría de Joe Richardson, un cantante de blues quién contribuye voces, guitarra y armónica. La otra interpretación vocal está a cargo de Carla Trevaskis, quien había colaborado previamente con Fred de Faye (Eurythmics), Cliff Hewitt (Apollo 440) y Dave McDonald (Portishead).

## Antecedentes
Originalmente, Wilder se alejó de su estudio para reconectar con su vida personal y descansar, esto debido a los problemas de distribución que ocurrieron con su álbum previo. En una entrevista con Side-Line en marzo de 2004, comentó que Recoil solo estaba en pausa indefinida, dada la naturaleza abierta de su proyecto. Su regreso oficial al estudio se dio en septiembre de 2005, pero tuvo que enfocarse en actualizar su equipo y software, postergando el inicio de producción por tres meses, donde nota haber tenido momentos de frustración al intentar componer en su piano.

## Concepto
Durante el invierno de 2006, luego de compilar su nuevo material, estuvo buscando a través de Google a un “compositor/cantante de blues”, encontrando en su primer resultado a Joe Richardson, guitarrista oriundo de Austin, Texas. En una entrevista posterior, Richardson revela haber pensado que los correos electrónicos iniciales de Wilder eran alguna clase de broma elaborada, pero después de buscar el sitio web de Recoil a escuchar parte de su música, se encontró con «Electro Blues for Bukka White».
En cuanto al proceso de grabación, Richardson concluye que todo fue grabado con rapidez y sin problemas, además de destacar a Wilder como un buen productor al no restringir su proceso de composición. La otra participación vocal, Carla Trevaskis, fue sugerido por un empleado de Mute luego de distintas búsquedas en vano.

## Recepción

### Crítica
El álbum ha recibido reseñas mixtas a positivas. David Jeffries, de AllMusic otorgó al álbum tres estrellas de cinco, siendo positivo del concepto suelto del álbum, comparándolo con «Electro Blues for Bukka White» de Bloodline y usando de ejemplo las canciones «Prey» y «5000 Years». Concluye con unas palabras más críticas, contrastando: “el resto de su trabajo conjunto suena como una inteligente banda sonora buscando a una película dramática, lo cual es a la vez convincente pero olvidable”.
En una reseña positiva de Peter Marks para Release Magazine, destaca a los múltiples cambios de ritmos y texturas al crear mayor tensión vertiginosa. Algunas canciones como «Allelujah» lo considera reminiscente a «Missing Piece» de Unsound Methods, pero aclarando que aun así lo percibe como su propia entidad.

## Lista de canciones

### Edición estándar
| N.º      | Título               | Duración |  |
| 1.       | «Prey»               | 8:21     |  |
| 2.       | «Allelujah»          | 9:26     |  |
| 3.       | «5000 Years»         | 6:37     |  |
| 4.       | «The Killing Ground» | 9:55     |  |
| 5.       | «Intruders»          | 11:36    |  |
| 6.       | «99 to Life»         | 8:10     |  |
| 7.       | «Backslider»         | 7:09     |  |
| 01:01:14 |                      |          |  |

### Bonus CD/DVD
Incluye siete vídeos musicales, además de una versión 5.1 y otras remezclas ambient.
| CD       |                                |          |  |
| N.º      | Título                         | Duración |  |
| 1.       | «Prey (Ambient)»               | 6:27     |  |
| 2.       | «Allelujah (Ambient)»          | 9:09     |  |
| 3.       | «5000 Years (Ambient)»         | 6:11     |  |
| 4.       | «The Killing Ground (Ambient)» | 9:45     |  |
| 5.       | «Intruders (Ambient)»          | 11:25    |  |
| 6.       | «99 to Life (Ambient)»         | 8:34     |  |
| 7.       | «Backslider (Ambient)»         | 7:11     |  |
| 01:59:56 |                                |          |  |

| DVD |                                                      |          |  |
| N.º | Título                                               | Duración |  |
| 1.  | «Faith Healer (Video)»                               |          |  |
| 2.  | «Drifting (Video)»                                   |          |  |
| 3.  | «Stalker (Video)»                                    |          |  |
| 4.  | «Jezebel (Video)»                                    |          |  |
| 5.  | «Strange Hours»                                      |          |  |
| 6.  | «Shunt (Video) (Easter egg)»                         |          |  |
| 7.  | «Electro Blues for Bukka White (Video) (Easter egg)» |          |  |

## Créditos y personal
Adaptados desde el sitio web de Alan Wilder.
| Músicos - Joe Richardson − Vocales, guitarra y armónica. - Carla Trevaskis − Vocales. - Richard Lamm − Batería. - John Wolfe − Bajo eléctrico. - Hepzibah Sessa − Violín, viola. Producción - Alan Wilder − Arreglista, producción musical. - Paul Kendall “PK” − Producción adicional, diseño de sonido. - Hepzibah Sessa − Asistencia de producción, coordinación. - MJ & Robert Schilling − Coordinación de álbum - Simon Heyworth − Masterización. | Arte y dirección - Jesse Holborn − Dirección de arte y diseño - Sheyi Antony Bankale − Fotografía y visual de auto. - Alfred Gescheidt / Getty Images − Imágenes originales. - Paul A. Taylor − Producción de arte. |